# عبدالله الکمالی
عبدالله الکمالی (انگلیسی: Abdulla Al Kamali؛ زادهٔ ۹ دسامبر ۱۹۸۹) یک ورزشکار اهل امارات متحده عربی است.
از باشگاه‌هایی که در آن بازی کرده‌است می‌توان به الوصل، باشگاه فوتبال اتلتیکو پارانائنزه، الاهلی امارات و الشارجه اشاره کرد.
وی همچنین در تیم‌های ملی فوتبال تیم ملی فوتبال امارات متحده عربی بازی کرده است.